# Croton corrientesianus
Espèce
Croton corrientesianus est une espèce de plantes à fleurs du genre Croton et de la famille des Euphorbiaceae, présente de l'ouest et du centre du Brésil jusqu'en Argentine (Corrientes, Misiones).
Il a pour synonyme :
- Oxydectes corrientesiana, (Baill.)Kuntze